# Северный (Кореновский район)
Северный — хутор в Кореновском районе Краснодарского края.
Входит в состав Дядьковского сельского поселения.

## География
Хутор расположен в 4 км к северу от административного центра поселения — станицы Дядьковской на реке Журавка (приток Бейсужка Левого).

## История
В 1958 г. указом Президиума Верховного Совета РСФСР хутор Буденный переименован в хутор Северный.

## Население
| 2002 | 2010 | 2021 |
| ---- | ---- | ---- |
| 31   | ↘18  | ↘8   |